# Scorable Marker
Als Scorable Marker wird in der Gentechnik ein Gen bezeichnet, das zusammen mit dem „gene of interest“, also dem eigentlich gewünschten Gen, in den veränderten Organismus eingebracht wird, um Individuen mit erfolgreicher Genveränderung erkennen zu können. Im Gegensatz zu Selectable Markern, wie Antibiotikaresistenzen, sind Scorable Marker direkt am Phänotyp des genveränderten Organismus zu erkennen, zum Beispiel indem sie eine bestimmte Färbung verursachen. Scorable Marker werden vor allem zur Selektion mehrzelliger Organismen verwendet.

## Anwendung
Beispiel für einen Scorable Marker bei Pflanzen ist das Gen „uidA“, welches die saure Hydrolase ϐ-glucoronidase codiert. Diese Hydrolase spaltet enzymatisch zum Beispiel den Farbstoff X-Gluc zu einem unlöslichen blauen CIBr-Indigo-Farbstoff. Dieser kann mit bloßem Auge gesehen werden. Erfolgreiche Transformationen von Insekten werden beispielsweise über die Augenfarbe, welche vom Scorable Marker codiert wird, angezeigt.